# Saint-Agnan-en-Vercors
Saint-Agnan-en-Vercors é uma comuna francesa na região administrativa de Auvérnia-Ródano-Alpes, no departamento de Drôme. Estende-se por uma área de 84,21 km². Em 2010 a comuna tinha 376 habitantes (densidade: 4,5 hab./km²).